# Thies Völker
Thies Völker (* 1956 in Sankt Michaelisdonn) ist ein deutscher Sachbuchautor.
Völker studierte Jura und Geschichte und verfasste Aufsätze und Bücher zu volkskundlichen Themen, populärwissenschaftliche Lexika und Quizbücher für Kinder. Gemeinsam mit Karen Duve veröffentlichte er das Lexikon berühmter Tiere (1997) und das Lexikon berühmter Pflanzen (1999). 2002 folgte das Lexikon berühmter Schiffe. Außerdem ist er Autor von Quizbüchern und -boxen.

## Schriften
- Lexikon berühmter Tiere (mit Karen Duve), Eichborn, Frankfurt am Main 1997, ISBN 3-8218-0505-6
- Lexikon berühmter Pflanzen (mit Karen Duve), Sanssouci, Zürich 1999, ISBN 3-7254-1161-1
- Lexikon berühmter Schiffe, Eichborn, Frankfurt am Main 2002, ISBN 3-8218-1625-2.
- Quizbuch der schleswig-holsteinischen Nordseeküste, Boyens Buchverlag Heide, 2007, ISBN 978-3-8042-1213-8
- Hamburg Quizbuch für Kinder, Boyens Buchverlag Heide, 2009, ISBN 978-3-8042-1280-0
- Was (k)einer weiß. 333 extrem schwere Fragen (Quizbox), 2013
- Bon appétit!: Das kulinarische Quiz (Quizbox), 2018

## Quelle
- Kurzbiografie und Rezensionen zu Werken von Thies Völker bei Perlentaucher
- Literatur von und über Thies Völker im Katalog der Deutschen Nationalbibliothek

| Personendaten    | Personendaten           |
| ---------------- | ----------------------- |
| NAME             | Völker, Thies           |
| KURZBESCHREIBUNG | deutscher Sachbuchautor |
| GEBURTSDATUM     | 1956                    |
| GEBURTSORT       | Sankt Michaelisdonn     |